# Zabavlje
Zabavlje este o localitate din comuna Koper, Slovenia, cu o populație de 22 de locuitori.